# 엘피냘
엘피냘(스페인어 El Piñal 혹은 El Pinar포르투갈어 Pinhal)은 중국 광동(廣東) 주강 삼각주(珠江三角洲, the Pearl River Delta)에 있었던 항구로서 마카오(Macao)에 인접하였다. 피냘(Piñal)은 "소나무숲(Pine Grove)"이라는 뜻에서 유래하였다. 이 항구는 1598년부터 1600년까지 명조(明朝) 광동당국이 스페인인들에게 일시적으로 할양한 항구였으나, 당시 마카오에 주둔하면서 중국 무역을 독점하고 있던 포르투갈인들이 스페인인들에게 엘피냘 항구가 할양된 것을 자신들의 무역독점에 대한 위협으로 간주하고 스페인인들에게 폭력으로 대응, 스페인인들은 곧바로 철수하였고 엘피냘 항구는 폐기되었다. 현재 항구의 정확한 위치에 대하여 논쟁이 분분하다.

## 위치
엘피냘의 위치는 현존하는 사료로서 정확히 확인할 수 없을 뿐더러, 퇴적물이 쌓임에 따라 현재 주강 하구 해안선은 16세기의 그것과는 다르다. 당시 스페인인들의 기록을 살펴보면, 안토니오 데 모르가(Antonio de Morga)는 엘피냘이 광주(廣州, Cantón)에서 12레구아(legua, 1레구아는 약5.572km) 떨어진 지점에 있다고 주장하였으나, 필리핀총독 프란시스코 데 테요 데 구즈만(Francisco de Tello de Guzmán)은 8레구아 떨어진 지점에 있다고 하였다. 엘피냘에 파견된 예수회 선교사들은 마카오에서 10~12레구아 떨어진 지점에 있으며 마카오로부터 2일 정도 걸렸다고 진술하였다. 그러나 이러한 기록들은 거리만 제시하였을 뿐 방향에 대해서는 언급하지 않았다. 또한 같은 예수회 기록과 함께 지방지인 『광동통지(廣東通志)』에서는 엘피냘이 하나의 섬이라고 하였다. 이들 기록에 따라, 학자들은 엘피냘이 마카오 서쪽 서강(西江) 하구 혹은 주강 하구이자 광동 주해(珠海)와 홍콩 사이의 바다인 영정양(伶仃洋, 오늘날 홍콩-마카오를 잇는 강주아오대교港珠澳大橋 인근)에 위치한 기오도(淇澳島) 주변일 것이라고 추측해 왔다.
서강 주변이었을 것이라고 추측한 학자들은 알버트 카머러(Albert Kammerer), 진궈핑(金國平, Jin Guoping), 프란시스코 로케 데 올리베이라(Francisco Roque de Oliveira)이다. 『광동통지(廣東通志)』에는 "萬曆26년(1598), 루손(呂宋)이 호도문(虎跳門)에 정착하였다"고 기록되어 있다. 호도문은 현재 광동성 강문시(江門市) 신회구(新會區) 일대 서강 하구 지류 중 하나인 호도문수도(虎跳門水道, the Hutiaomen Channel) 하구에 있다. 예수회의 기록들에서는 엘피냘에 중국 사원 단지가 있다고 전하고 있는데, 진궈핑은 이 사원들이 1297년 몽골 군대를 피하여 달아났다가 애산전투(崖山戰鬪) 혹은 애문(崖門) 전투에서 패배하여 충신 육수부(陸秀夫)와 함께 물에 뛰어들어 자결한 남송(南宋) 마지막 황제 송 소제(宋 少帝) 조병(趙昺, 1272.2.12.~1279.3.19)을 기리는 사원이라고 주장하였다. 알버트 카머러는 1646년 조르즈 핀투 지 아제베두(Jorge Pinto de Azevedo)의 상주문에 그려진 지도를 근거로, 낭백오(浪白澳, Lampacau) 서강 지류 어귀 "Pinhal"이라는 섬을 엘피냘이라고 보았다. 그러나 이러한 주장들에서 제시하는 엘피냘의 위치는 포르투갈인과 스페인인들이 보고한 거리와는 일치하지 않으며, 마카오로부터 2일 이상 거리에 존재하고 있다.
구미 학계에서는 대체로 브라가(J. M. Braga)와 복서(C. R. Boxer)의 분석을 따른다. 이들은 엘피냘이 마카오와 광주 사이의 앞바다인 영정양 인근에 위치한 섬인 기오도(淇澳島) 근처라고 본다. 복서는 "Pinhal"이 "소나무숲(pine grove)"을 의미하는데, 이는 이베리아 출신 탐험가들이 지명으로 흔히 사용한 것이었던 바, 엘피냘 항구는 소나무숲에 있었던 것이 타당하다고 주장하였다. 복서는 기오도 근처에 있는 정박지 당가만(唐家灣)을 엘피냘로 보고, "이곳은 호문(虎門, the Bocca Tigris)과 마카오 사이에 수 세기동안 소나무숲이 번성한 유일한 곳이다"라고 언급하였다. 복서가 당가만을 엘피냘로 상정한 것에 대하여, 존 크로슬리(John Crossley)는 복서의 주장에서 말한 당가만은 인근의 기오도를 의미한다고 보았다. 이 위치는 금성문(金星門, Cumsingmoon) 항구 인근으로 수 세기동안 외국 선박들이 사용한 곳으로 전해지고 있으며, 특히 19세기에 영국인과 미국인들이 자주 사용했다고 전한다. 기오도를 엘피냘로 보는 것은 포르투갈어와 스페인어 자료들에서 제시하는 마카오와의 거리에도 부합하지만, 진궈핑은 문헌 근거가 빈약하다고 하였다.

## 배경
15세기, 스페인과 포르투갈은 해외 탐험을 개시, 대발견의 시대(the Agoe of Discovery)를 열었다. 1494년 토르데시야스 조약(the Treaty of Tordesillas)으로 15세기 내내 스페인과 포르투갈 두 제국 사이에 발견된 땅들은 아프리카 서안에 위치한 카보베르데제도(Las Islas de Cabo Verde, the Cape Verde Islands)의 서쪽 100레구아 즈음에 자오선(meridian)을 긋고, 이 자오선을 중심으로 서쪽은 스페인에, 동쪽은 포르투갈에 소속되게 하였다. 그러나 당시 이 자오선의 반대편에 그어지는 반대자오선(antimeridian)이 명확하게 그어지지 않았다. 1529년, 사라고사 조약(the Treaty of Zaragoza)에서 몰루카제도(the Moluccas) 동쪽에 반대자오선을 긋고 이 반대자오선을 중심으로 스페인인들은 동쪽, 포르투갈인들은 서쪽을 차지하는 것으로 결론지어졌다. 그러나 16세기 당시 항해술과 지도제작술의 미비로 인하여 정확한 경도선(longitude)을 긋는 문제가 논쟁이 되었다. 그리하여 1542년 스페인인들이 필리핀제도(the Philippines)를 식민화할 때, 스페인인들은 필리핀제도가 자신들의 영역 안에 있는 것으로 알고 있었지만, 실제로는 반대자오선 서쪽에 있었다.
이즈음, 1557년 포르투갈인들은 명조 당국으로부터 마카오에 정주지를 할양받았다. 포르투갈인들은 중국과 일본 시장을 독점하고 중국산 물품에 대한 전세계적 수요를 독점 충당함으로써 1580년대까지 마카오는 중개무역항으로 번성하였다. 1580년 포르투갈 왕위 계승 전쟁(the Portuguese succession crisis of 1580)을 거쳐, 포르투갈 국왕 마누엘1세(Manuel I)의 외손자로서 포르투갈 왕위 계승권을 가지고 있던 당시 스페인 국왕 펠리페2세(Felipe II)가 최종 승리하여 포르투갈 국왕도 겸임하면서 이베리아 반도가 통일되었다. 이는 스페인과 포르투갈 해외 식민지 사이에서의 새로운 무역상의 기회를 제공하였다. 스페인 국왕의 포르투갈 왕위 계승이라는 현실을 받아들인 여타 포르투갈 해외 식민 영토와는 달리, 마카오에서는 스페인의 동아시아 진출을 저지하고 있었다. 포르투갈인들은, 스페인인들이 인근에 나타나서 중국무역 독점권을 위협할 것은 물론, 스페인인들의 서툰 행동으로 자칫 명조가 유럽인에 대한 전면 봉쇄 조치를 취하게 되면 마카오의 존립 자체가 위태로울 것이라고 생각하였다. 이를 방지하기 위하여, 포르투갈인들은 스페인과 포르투갈 국왕 펠리페2세에게 자신들의 안전을 보장받기 위하여 스페인인들은 중국에 오지 못하도록 간청하였다. 1585년 펠리페2세는 스페인인과 포르투갈인들이 각자의 영향권이 미치는 영역으로 서로 침해해서는 안된다는 금령을 발하였다. 그러나 마카오의 포르투갈인들은 이를 무시하고 스페인인들이 있는 마닐라(Manila)로 무역선을 보내었으며, 마닐라의 스페인인들 역시 금령을 대놓고 무시하며 중국으로 무역선을 보내었다.
스페인인들이 중국으로 진입하는 기회는, 중국인 해적 임봉(林鳳, Limahong)이 1574년 마닐라를 공격함으로써 생겼다. 명 조정은 임봉을 체포하려 하면서, 복건(福建) 당국은 임봉 생포에 대한 대가로 스페인인들이 하문(廈門, Amoy) 남쪽 한 섬에 항구를 설치하도록 하려 했다. 그러나 필리핀총독은 이에 호응하지 않았고 임봉이 마닐라를 탈출하면서 제안은 무위로 돌아갔다. 1590년대, 도요토미 히데요시(豊臣秀吉)가 조선을 침략하고 류큐(琉球), 중국, 대만(臺灣), 그리고 스페인인이 주둔한 여송(呂宋) 즉 루손섬을 침공하겠다고 위협하면서, 중국 내 스페인인을 위한 정주지 할양은 새로운 국면에 접어들었다. 1596년 산펠리페호사건(the San Felipe incident of 1596)과 이후 나가사키(長崎)에서의 프란시스코회 수도승들의 처형 사건으로, 스페인인들은 일본인의 적대감을 확인하였고, 1598년 히데요시가 사망하였음에도 이러한 적대감은 사라지지 않았다. 1598년, 필리핀총독 프란시스코 데 테요 데 구즈만(Francisco de Tello de Guzmán)은 무역을 수립하고 일본의 중국 동남 연안 침략 가능성을 경고하기 위하여 후안 데 사무디오(Juan de Zamudio)를 중국 해안으로 파견하였다.

## 항구 수립
1598년, 후안 데 사무디오의 프리깃함은 중국에 도착하여 광동 영정양 인근 대서산(大嶼山, Lantau Island)에 정박하였다. 이곳에서 사무디오는 광동성 중심지 광주로 사람을 보내어서 무역 허가와 항구 할양을 협상하였다. 은화 7000레알을 관원들에게 건네주었고, 포르투갈인들에 비해 50% 세금이 더 붙는 조건으로, 시암(Siam)에서 온 상인들처럼 엘피냘에 잠정적으로 정주할 것을 허락받았다. 마카오 포르투갈인들은 이에 반발하였고, 광주에 사신단을 파견하여 항의하였다. 광동해도부사(廣東海道副使, the Cantonese superintendent of coastal defense)는 포르투갈인들의 간섭에 동의하면 마카오 포르투갈인들이 더욱 교만해질 것이라고 말했다고 한다. 이는 광동에서의 포르투갈인들의 영향력을 상쇄하려는 의도로 스페인인들에게 엘피냘을 할양해주었다는 것을 의미한다. 게다가 포르투갈인들의 마카오 정주 허락을 통하여서 무역에서의 적잖은 성과를 맛본 광동당국은 아메리카 대륙의 금은을 들여오고 있던 스페인인들을 인근에 정주시키게 하였다. 반면 북경 조정은 해금(海禁) 정책을 유지하고자 하여, 작은 소동이나 실수가 발생할 경우, 포르투갈인과 스페인인이 주강 삼각주 지역에 정주하는 것을 중지할 수 있다는 가능성을 내비췄다. 이러한 우려로 인하여, 포르투갈인들이 대놓고 엘피냘의 스페인인들을 공격하지 못하였다.
사무디오가 중국에 도해하였을 즈음인 1598년 9월 17일, 전임 총독 루이스 페레스 다스마리냐스(Luis Pérez Dasmariñas)가 선박 3척을 이끌고 마닐라를 출항하여 캄보디아(Cambodia) 원정을 떠났다. 목적은 시암의 침략을 받은 캄보디아왕을 지원하려는 것이었다. 이윽고, 다스마리냐스 함대는 폭풍우를 만나 흩어졌고, 다스마리냐스가 탄 배는 120명의 선원과 함께 엘피냘에 표착하여 사무디오를 만났다. 사무디오는 마닐라로 돌아가서 다스마리냐스의 원정에 관하여 보고하고 다스마리냐스 부대를 증강할 것을 요청하는 보고서를 작성하였고, 다스마리냐스는 엘피냘에서 다른 선박들을 기다리고 있었다.

## 포르투갈인들과의 갈등
엘피냘항구 수립과 루이스 페레스 다스마리냐스의 표류는 마카오의 포르투갈인들을 불편하게 하였다. 무역에 있어서의 효과는 점차 현저해졌다. 스페인인들은 중국 물품 가격을 올렸고 포르투갈인들의 구매력과 전매(轉賣)에 의한 마진에도 영향을 주었다. 마카오총독(Captain-major of Macau, Capitão-mor de Macau) 파울루 지 포르투갈(Paulo de Portugal, 재임 1599-1603)은 마카오의 이익에 호응하여, 다스마리냐스에게 사무디오와 함께 엘피냘을 떠날 것을 경고하였고, 다시 다스마리냐스에게 적대감을 드러내면서 반항하였다. 엘피냘은 봉쇄되었고, 스페인인을 돕게 되면 중벌에 처한다는 금령이 마카오에 내려졌으며, 스페인인이 마카오에 오게 되면 체포될 것이라고 선언하였다. 다스마리냐스는 포르투갈인들이 자신을 해할 것이며, 만약 그럴 경우 포르투갈인들은 다스마리냐스의 몸에 불을 지를 것이라는 이야기를 들었다.
엘피냘이 봉쇄되자, 스페인인들은 마카오 탁발수도회에 엘피냘을 몰래 지원해줄 것을 요청하였다. 그러나 이 도움은 제한적이었고 1599년 스페인인들은 점점 지쳐갔으며 병자와 약자 그리고 반란을 일으키기 직전인 사람들을 남겨두었다. 마닐라에서 병력을 증강해 보내는 것이 결정되자, 스페인인들은 엘피냘을 떠날 준비를 하였다. 그러나 중국 관원들이 이들의 출발을 허락하기에 앞서, 여러 관세와 비용을 중국관원들에게 지불해야 했기에, 출발은 지연되었다.
1599년 11월 16일, 다스마리냐스는 마닐라를 향해 출발하였으나 바람이 좋지 않아서 중국 해안으로 돌아가야 했다. 포르투갈인들의 예민한 감정을 건드리지 않고자, 다스마리냐스는 엘피냘로 가지 않고 포르투갈인들이 이전에 정주하였던 마카오 서쪽 섬 낭백오로 갔다. 낭백오에서 파울루 지 포르투갈과 이야기하면서 포르투갈인들의 이익을 해칠 의도가 없다는 것을 다스마리냐스가 변호하였고, 친선의 증표로서 다스마리냐스는 마닐라와 마카오가 합법적으로 무역할 수 있는 권한을 국왕에게 요청할 것, 그리고 1600년 2월 이전에 중국을 떠날 것을 약속하였다. 양자는 서면으로 동의서를 작성하였고 파울루 지 포르투갈은 다스마리냐스의 안전을 보장해주었다.
사실 파울루 지 포르투갈은 낭백오에 온 다스마리냐스를 공격하라는 마카오 주민들의 압박을 받고 있었다. 그리고 고아 부왕(the Viceroy of Goa)이 파울루 지 포르투갈에게 스페인인에게 무력을 사용하라는 허락을 내렸다. 다스마리냐스를 공격할 준비가 진행된 가운데, 다스마리냐스는 포르투갈인들의 행동에 대한 대비를 하라는 경고를 들었지만, 다스마리냐스는 파울루 지 포르투갈이 자신의 말을 어길 것이라곤 생각하지 않았기에 이를 풍문으로 치부하였다. 1600년 1월 17일, 파울루 지 포르투갈이 중국인 소유의 정크선 한 척만 소지한 스페인인들을 공격하기 위하여 중무장함대를 파견하였고, 다스마리냐스는 부지불식간에 체포되었다. 파울루 지 포르투갈은 다스마리냐스를 체포하여 고아로 보내려고 했지만, 다스마리냐스는 항복하지 않았다. 결국 함선들은 몇 시간동안 서로 포격을 주고받았고, 스페인측은 많은 사상자가 발생하고 화물들을 잃었다. 결국 스페인인들은 정크선을 보내주고 자신들은 서쪽으로 도망하여 광해만(廣海灣) 인근으로 대피하였다가, 얼마 후 마닐라로 회항하였다.

## 여파
사건 직후, 펠리페3세(Felipe III)는 자신은 엘피냘 항구 수립을 이끈 후안 사무디오의 여정을 허락한 적 없다고 마닐라최고재판소(la Real Audiencia de Manila)에 알렸다. 그러나 펠리페3세도 필리핀총독에게 엘피냘을 수복하기 위한 자문회를 만들 것을 요청하였다. 그러나 끝내 스페인은 엘피냘을 수복하지 못하였으며, 사건을 통하여 스페인인들은 중국 진입 시도는 종지부를 찍었다. 중국-스페인 간 무역은, 1626년 스페인령대만(Spanish Formosa) 수립 전까지, 중국 상인들이 마닐라로 가서 무역을 수행하는 형태로 이뤄졌다. 1627년 엘피냘 항구 소유권 수복 계획이 다시 일어났지만, 구체적으로 이행되지는 않았다.
포르투갈인들은, 사건 이후 자신들의 이익에 차후 더 위협이 있을 것이라는 짜증섞인 우려와 피해의식에 사로잡혔다. 1601년, 네덜란드 선박 한 척이 마카오로 와서 엘피냘을 수색하자, 마카오 포르투갈인들이 거칠게 반응하였고, 네덜란드 정찰대를 감금하고 17명의 네덜란드인을 즉결처형하였다. 이러한 동아시아에서 폭력을 수반한 포르투갈-네덜란드 관계는 네덜란드-포르투갈 전쟁으로 귀결, 1622년 마카오가 공격을 받았고, 전쟁 막바지인 1661년 즈음 동아시아에서의 포르투갈인들의 영향력은 크게 감소하였다.